# Héctor Sáez Benito
Héctor Sáez Benito   (Cabdet, 6 de novembre de 1993) és un ciclista espanyol, professional des del 2015. El 7 d'agost de 2019 va aconseguir la seva primera victòria com a professional. Es va adjudicar la 6a etapa de la Volta a Portugal de 2019, després de ser el millor d'una escapada d'onze corredors. L'any següent va tornar al Caja Rural-Seguros RGA, equip en què va començar la seva carrera.

## Palmarès
Palmarès d'Hèctor Sáez.
- 2010
  -  Campió d'Espanya júnior en ruta

### Resultats a la Volta a Espanya
- 2017. 76è de la classificació general
- 2020. Abandona (11a etapa)

- 2019. 112è de la classificació general